# Aérodrome de Växjö
L'aéroport de Växjö Småland (code IATA : VXO • code OACI : ESMX) est un aéroport situé dans le sud-est de la Suède dans la province du Småland. L'aéroport se trouve à 10 kilomètres au nord-ouest du centre-ville de Växjö.
Il est géré par le Comté de Kronoberg et la ville de Växjö, et de façon plus minoritaire par la municipalité d'Alvesta.

## Situation

### Carte des aéroports de Suède
| \| 50 km1:2 974 000 \| Montagnes · Sälen Ängelholm–Helsingborg Åre Östersund Arvidsjaur Borlänge Gällivare Göteborg-Landvetter Hagfors Halmstad Hemavan Tärnaby Jönköping Kalmar Karlstad Kiruna Kramfors-Sollefteå Linköping Luleå Lycksele Malmö Mora-Siljan Norrköping Örnsköldsvik Örebro Pajala Ronneby Skellefteå Stockholm-Arlanda Stockholm-Bromma Stockholm-Skavsta Stockholm-Västerås Sundsvall-Timrå Sveg Torsby Trollhättan–Vänersborg Umeå Växjö Vilhelmina Visby |
| 50 km1:2 974 000 |

## Statistiques
Pour des raisons techniques, il est temporairement impossible d'afficher le graphique qui aurait dû être présenté ici.

Voir la requête brute et les sources sur Wikidata.

## Compagnies aériennes et destinations
La ligne à destination de Copenhague-Kastrup a été supprimée, due à la rapidité des trains et la construction du pont d'Øresundsbron.
| Compagnies                      | Destinations                                                         |
| ------------------------------- | -------------------------------------------------------------------- |
| BRA Braathens Regional Airlines | Stockholm-Bromma                                                     |
| Norwegian Air Shuttle           | En saison : Malaga-Costa del Sol                                     |
| Ryanair                         | Gdańsk-L. Wałęsa, Londres-Stansted En saison : Alicante-Elche, Zadar |
| Sunclass Airlines               | En saison charter: Larnaca, Rhodes-Diagoras                          |
| TUI fly Nordic                  | En saison charter: Las Palmas/Gran Canaria                           |
| Wizz Air                        | En saison: Skopje                                                    |

Édité le 11/04/2018  Actualisé le 27/02/2023